# KV2
25°26′24″N 32°21′36″E / 25.44000°N 32.36000°E
KV2位於埃及帝王谷，是古埃及第二十王朝法老拉美西斯四世的陵墓，位於KV7及KV1之間，在古代已經被打開。
陵墓內的雕刻幾乎完整無缺，刻有的銘文包括有《拉之連禱》、《洞穴之書》、《亡靈書》、《陰間書》（音譯《阿姆達特書》）、《天堂之書》及《地獄之書》。
墓室內的石棺相信在古時已經破爛，而拉美西斯四世的木乃伊後來於KV35發現，目前藏於開羅的埃及博物館。

## 建築特色
拉美西斯四世在位時，埃及國力衰弱，所以KV2的設計簡單。整個陵墓筆直而輕微向下傾斜，入口有兩行樓梯通往地下通道，而該通道可分為三段，經過三段的走廊後便到達前廳，前廳之後是墓室，而墓室的後面是幾間細室。
在第一及第二段通道中繪有《拉之連禱》的文字以及法老崇拜拉的情形，而在天花板上則刻有張開翅膀的禿鷹、隼及聖甲蟲。在第三段通道中可找到《洞穴之書》的第一和第二部分，而這兩段通道的天花板畫滿了星星；前廳則刻有《亡靈書》的內容，大部分的內容來自第125章，關於法老死後在冥界接受眾神的審判。
經過前廳後就會到達墓室，亦即是放置法老石棺的地方，雖然整個墓室的面積並不是很大，但是石棺卻異常的大。墓室內劇有《地獄之書》的第二、三、四節（《地獄之書》分為十二節，代表了靈魂進入新世界，對應與太陽在夜晚穿過地底世界的旅程）。墓室的天花板裝飾較為特別，一般墓室的天花板通常是以星星圖案作為裝飾，但在KV2的卻描畫了天空女神努特。墓室內亦可看到《天堂之書》，而墓室後的細室則刻有《洞穴之書》第一部分的的文字，其他細室則繪有祭品，如床、神龕及卡諾匹斯罐（又作坎努帕斯罐）。

## 平面圖
KV2是帝王谷裏其中一個少數留下古代平面圖的陵墓，其中一幅繪於紙莎草上的平面草圖最為有名和完整，目前存放於都靈的埃及博物館。另一幅則是刻於一塊陶器瓦片上，刻劃了外部門廊的細節，由艾爾頓於陵墓入口的瓦礫中發現。二者均顯示了陵墓已經完工：紙莎草的平面圖示出建成的陵墓比原本的設計簡略，而陶器瓦片則展示出陵墓的門是閂上的。

## 背景歷史
KV2亦成為了早期帝王谷探險家，如商博良等棲身的地方，不單是現代的探險家，古時亞歷山大科普特正教會的教徒也經常來到墓穴中，現在陵墓中也可看見他們以科普特文及希臘文繪畫的塗鴉。

## 保護情況
KV2並無受到河水氾濫的損陷，而陵墓內牆身上的圖案亦保存良好。
埃及古物協會（Egyptian Antiquities Association）與埃及古物最高委員會（Supreme Council of Antiquities）目前負責填補墓內牆壁及天花板的裂縫及破洞、並清潔墓內的繪圖裝飾、設置燈光設備、木製通道及玻璃板。

## 資料來源
1. 1 2 3  Reeves, N & Wilkinson, R.H. (2008): The Complete Valley of the Kings, P.163, London: Thames and Hudson, 2008. ISBN 978-0-500-28403-2
2. ↑  .   [2009-01-15]. （原始内容存档于2021-01-26）.
3. 1 2 3 4  .   [2009-01-15]. （原始内容存档于2020-02-09）.
4. ↑  .   [2009-01-15]. （原始内容存档于2008-05-17）.